# Philipp Bischof
Philipp Bischof (* vor 1484; † 2. Juli 1535 in Danzig, Polnisch-Preußen) war Bürgermeister von Danzig und königlicher Burggraf in der Stadt.

## Leben
Er stammte aus einer einflussreichen Danziger Patrizierfamilie, sein Vater Philipp Bischof war Bürgermeister und Burggraf. 1506 wurde der Sohn Schöffe, 1512 Ratsherr und 1517 schließlich einer der vier Bürgermeister der Stadt. Über ihn wurde in den städtischen Unterlagen jener Zeit jedoch kaum berichtet.
Erst als sein Amtskollege Eberhard Ferber 1521 abgesetzt und 1522 aus der Stadt verbannt wurde, trat Bürgermeister Bischof stärker in Erscheinung. Ihm gelang es, die aufgebrachten Bürger der Stadt für sich zu gewinnen, so dass er auch nach dem großen Aufruhr im Januar 1525 im Amt blieb, und weiter die Leitung in der Stadt mitbestimmte. 1526 überredete er die skeptische aufständische Bevölkerung, den polnischen König in die Stadt zu lassen, was dann zu der Niederschlagung des Aufruhrs und der Wiederherstellung der alten Ordnung führte.
Bischof blieb  bis zu seinem Tod im Jahre 1535 im Amt.